# Spitakshen
Spitakshen (azerbajdzjanska: Ağkənd, armeniska: Spitakashen, Սպիտակաշեն, Սպիտակշեն) är en ort i Azerbajdzjan.   Den ligger i distriktet Xocavənd Rayonu, i den centrala delen av landet, 250 km väster om huvudstaden Baku. Spitakshen ligger 687 meter över havet och antalet invånare är 1 016.
Terrängen runt Spitakshen är kuperad. Runt Spitakshen är det ganska tätbefolkat, med 52 invånare per kvadratkilometer.. Närmaste större samhälle är Müşkapat, 6,5 km sydväst om Spitakshen. 
Trakten runt Spitakshen består till största delen av jordbruksmark.